# The Archaic Abattoir
The Archaic Abattoir är det belgiska brutal death metal-bandet Aborteds fjärde studioalbum, utgivet i april 2005 på Listenable Records och återutgivet i juni 2009 i begränsad digipakversion på samma bolag.
Skivan gästas av Michael Bøgballe (Mnemic), Bo Sommer (Illdisposed) och Jacob Bredahl (Hatesphere).
En musikvideo spelades in till "Dead Wreckoning".

## Låtlista
1. "Dead Wreckoning" – 3:43
2. "Blood Fixing the Bled" – 3:06
3. "Gestated Rabidity" – 4:06
4. "Hecatomb" – 2:52
5. "The Gangrenous Epitaph" – 3:27
6. "The Inertia" – 3:37
7. "A Cold Logistic Slaughter" – 2:15
8. "Threading on Vermillion Deception" – 5:16
9. "Voracious Haemoglobinic Syndrome" – 4:16
10. "Descend to Extirpation" – 4:06

Bonusspår på nyutgåvan från 2009
1. "The Sanctification of Refornication" – 3:47
2. "Drowned" (Entombed-cover) – 3:47

## Medverkande
Musiker
- Sven de Caluwé – sång
- Bart Vergaert – gitarr
- Thijs de Cloedt – gitarr
- Frederic Vanmassenhove – basgitarr
- Gilles Delecroix – trummor

Bidragande musiker
- Bo Summer – sång
- Michael Bøgballe – sång
- Jacob Bredahl – sång

Produktion
- Tue Madsen – producent, inspelningstekniker, mixning
- Niels Peter Siegfredsen – inspelningstekniker, mastering
- Sven de Caluwé – art direction
- Björn Gooßes – design